# (10891) Fink
(10891) Fink est un astéroïde de la ceinture principale.

## Description
(10891) Fink est un astéroïde de la ceinture principale. Il fut découvert le 30 août 1997 à Caussols par le projet ODAS. Il présente une orbite caractérisée par un demi-grand axe de 2,29 UA, une excentricité de 0,12 et une inclinaison de 5,1° par rapport à l'écliptique.

## Compléments